# Lista de conflitos modernos no Norte da África
Esta é uma lista de conflitos militares modernos (pós-coloniais) dentro da região Norte Africana (incluindo também o Magrebe).
Nota:

Norte da África (sub-região pela ONU)
geográfica, incluindo acima

- "Moderno" é definido como período pós-Primeira Guerra Mundial (pós-colonial), de 1918 até hoje.
- A definição "Norte da África" é aproximadamente sobreposto ao termo árabe Magrebe.
- "Conflito" é definido como um incidente separado com mais de 100 vítimas.
- Em todos os casos os conflitos são listados pelo total de óbitos, incluindo subconflitos (especificados abaixo

## Lista de conflitos
| Data      | Conflito                                             | Localização                                                                          | Vítimas             |
| --------- | ---------------------------------------------------- | ------------------------------------------------------------------------------------ | ------------------- |
| 1919      | Revolução Egípcia de 1919                            | Sultanato do Egito                                                                   | 800-3,000           |
| 1920-1926 | Guerra do Rif                                        | República do Rif                                                                     | 46,400              |
| 1939–1945 | Frente do Mediterrâneo na Segunda Guerra Mundial [a] | Reino do Egito                                                                       | 1,000,000           |
| 1945      | Pogrom de Trípoli de 1945                            | Tripolitânia Britânica                                                               | 140                 |
| 1946      | Revoltas estudantis egípcias                         | Reino do Egito                                                                       | 100–300             |
| 1952      | Revolução Egípcia de 1952                            | Egito                                                                                | 1,000               |
| 1955-1972 | Primeira Guerra Civil Sudanesa                       | Sudão                                                                                | 500,000             |
| 1954-1962 | Guerra da Argélia de Independência                   | Argélia                                                                              | 179,000-1,500,000   |
| 1957-1958 | Guerra de Ifni                                       | Marrocos                                                                             | 8,400               |
| 1961      | Crise de Bizerte                                     | Tunisia                                                                              | 654                 |
| 1961-1964 | Rebelião Tuaregue (1962–1964)                        | Mali- Niger                                                                          |                     |
| 1963-1964 | Guerra das Areias                                    | Marrocos, Argélia                                                                    | 339                 |
| 1965-1979 | Guerra Civil no Chade                                | Chade                                                                                | 500+                |
| 1975-     | Disputa pela independência pela Frente Polisário [b] | Marrocos, República Árabe Saaraui Democrática, Argélia                               | 14,000-21,000       |
| 1977      | Guerra Líbia-Egito                                   | Egito, Líbia                                                                         | 500                 |
| 1977      | Revoltas do Pão no Egito em 1977                     | Egito                                                                                | 70–800              |
| 1978-1987 | Conflito entre Chade e Líbia                         | Líbia, Chade                                                                         | 8,500               |
| 1979-1982 | Conflito civil no Chade                              | Chade                                                                                |                     |
| 1983-2005 | Segunda Guerra Civil Sudanesa                        | Sudão                                                                                | 1,000,000-2,500,000 |
| 1986      | Tumultos do recrutamento egípcio de 1986             | Egito                                                                                | 107                 |
| 1990-1995 | Rebelião Tuaregue (1990–1995)[c]                     | Mali- Niger                                                                          | 650-1,500           |
| 1992–2000 | Terrorismo no Egito                                  | Egito                                                                                | 1,300–2,000         |
| 1992-2002 | Guerra Civil da Argélia                              | Argélia                                                                              | 150,000-200,000     |
| 2001-2002 | Primavera Negra (Kabylie)                            | Argélia                                                                              | 123                 |
| 2002-     | Insurgência islâmica no Magreb                       | Marrocos, Argélia, Mauritânia, Niger, Mali                                           | 6,000               |
| 2005-2010 | Guerra Civil no Chade (2005–2010)                    | Chade- Sudão                                                                         | 1,140               |
| 2007-2009 | Rebelião Tuaregue (2007–2009)                        | Mali- Niger                                                                          | 350-1,330           |
| 2009-     | Conflitos nômades sudaneses                          | Sudão- Sudão do Sul                                                                  | 2,000-2,500         |
| 2010–     | Primavera Árabe[d]                                   | Tunisia, Egito, Líbia, Sudão, Marrocos, Argélia, República Árabe Saaraui Democrática | 26,000-31,000       |
| 2011      | Conflito interno no Sudão de 2011                    | Sudão                                                                                | 1,500               |

## Vítimas separadas
[a].↑ Campanha Norte-Africana (cifra combinada ~1,000,000 mortes):

Campanha do Deserto Ocidental - 50,000 vítimas
Batalha do Cabo Bon - 900+ vítimas
Ataque em Alexandria (1941) - 8 vítimas
Ação no Cabo Bougaroun - 27 mortes
Mers al-Kbir - 1,299 mortes
Operação Tocha - 1,825 mortes
Campanha da Tunísia - ~376,000 mortes
[b].↑ Disputa da Frente Polisário pela independência: mortes combinadas 14,000:

Conflito do Saara Ocidental - 7,000 marroquinos, mauritanos e soldados franceses mortos, 4.000 membros da Polisário mortos; 3.000 civis mortos.
Intifada de Independência (Saara Ocidental) - desconhecidas.
Protesto no acampamento Gdeim Izik - 18-36 mortes.
[c].↑  Rebelião tuaregue (1990-1995) com, pelo menos, 650-1,500 mortes combinadas:

Massacre Tchin-Tabaradene - 650-1,500 civis mortos.
[d].↑ Primavera Árabe cifra de vítima combinadas 26,200-31,200:

Revolução Egípcia de 2011 - 846 mortos
Consequências da Revolução Egípcia - 72 mortos.
Revolução Tunisiana - 224 mortos
Guerra Civil Líbia - 25,000-30,000 mortos
Protestos no Saara Ocidental em 2010-2011 - 1 morto
Protestos na Argélia em 2010-2011 - 8 mortos
Protestos em Marrocos em 2011 - 1 morto
Protestos no Sudão em 2011 - 1 morto

## Ver Também
- Lista de conflitos na África
- Conflitos no Oriente Médio
- Conflitos no Chifre da África